# 兴安鹿蹄草
兴安鹿蹄草（学名：Pyrola dahurica）为鹿蹄草科鹿蹄草属下的一个种。

## 扩展阅读
- 維基物種上的相關：兴安鹿蹄草